# Gurkha Peak
Gurkha Peak är en bergstopp i Antarktis. Den ligger i Östantarktis. Nya Zeeland gör anspråk på området. Toppen på Gurkha Peak är 896 meter över havet, eller 242 meter över den omgivande terrängen. Bredden vid basen är 3,1 km.
Terrängen runt Gurkha Peak är bergig åt sydost, men åt nordväst är den kuperad. Trakten är obefolkad. Det finns inga samhällen i närheten. 